# 紅軍入侵亞美尼亞
红军入侵亚美尼亚，也被称为俄罗斯-亚美尼亚战争或亚美尼亚苏联占领，是一个第11军的军事行动所进行从九月到1920年11月29日建立亚美尼亚第一共和国的新苏维埃政府这次入侵恰逢当地亚美尼亚布尔什维克在首都埃里温上演的反政府起义，以及全国其他城市和人口稠密的地方。入侵导致了亚美尼亚第一共和国的解体和亚美尼亚苏维埃社会主义共和国的建立。